# Йыги, Олев Адович
О́лев А́дович Йы́ги (эст. Olev Jõgi, псевдоним Leo Minimus, 9 января 1919, Лейси, Сааремаа — 27 января 1989, Таллин) — эстонский советский литературный критик и переводчик. Заслуженный писатель Эстонской ССР (1978).

## Биография
Родился в крестьянской семье.
Участник Великой Отечественной войны. Призван 15 марта 1942 года Чебаркульским РВК, Челябинская обл. Служил в 925 сп 249 сд УрВО, 122 гв. сд ЛВО, переводчик редакции красноармейской газеты, ст. лейтенант.
Демобилизован 26 февраля 1953 года.
В 1945 году вступил в ВКП(б).
В 1949 году выступил как литературный критик. Йыги принадлежат исследование о творчестве эстонского советского писателя Р. Сирге (1955), многочисленные статьи по вопросам развития эстонской советской прозы и поэзии.
В 1956 году окончил Тартуский университет.
В 1958—1983 годах — редактор журнала «Keel ja Kirjandus» («Язык и литература»).
Выступал как переводчик с русского, белорусского, польского языков.
Лауреат Литературной премии Эстонской ССР имени Юхана Смуула (1971, 1976, 1989 (посмертно)).